# Route nationale 9 (Cameroun)
Pour les articles homonymes, voir Route nationale 9.
La route nationale 9 est une route camerounaise reliant Mbalmayo à la frontière congolaise en passant par Sangmélima, Djoum, Mintom. Sa longueur est de 301,5 km,.
Entre les localités de Djoum et Mintom, distantes de 83 km, l’entreprise hollandaise de travaux publics MNO Vervat  BV Pondweg, Nieuw Vennep a réalisé les terrassements. La route fait partie d'un corridor bitumé entre Yaoundé et Brazzaville via Sangmelima-Djoum-Mintom-Lele-Ntam-Mbalam -Frontière du Congo (RN 9).
Le tronçon Djoum-Mintom a été réceptionné en février 2017 après 60 mois de travaux.
La route est aussi considérée comme transafricaine car elle relie plusieurs pays de l'Afrique centrale.

## État de la route
La route reliant Yaoundé à Sangmélima, notamment la Nationale 9 (N9), fait en 2024 l'objet d'une réhabilitation importante. Ce projet de réfection vise à améliorer les conditions de transport sur une section de 45,5 km entre Mbalmayo et Sangmélima, dans la région du Centre. Trois entreprises se partagent les travaux sur différents segments, avec des niveaux d'avancement variés. L'une des entreprises, Razel, est proche de la finalisation des travaux, tandis que d'autres, comme Routd’Af et Arab Contractors, progressent à un rythme plus lent en raison de défis techniques et de retards.

## Parcours
Elle est divisée en cinq sections :
- Zouatoupsi à Sangmélima :
  -  Ekombitié, commune de Mbalmayo, RN2, (km 0),
  -  Yop, commune de Nkolmetet,
  -  Nkolmetet,
  -  Nkolya, commune de Nkolmetet,
  -  Ngolebang, commune de Zoétélé, D35,
  -  Nsimi, commune de Zoétélé, D34,
  -  Ntoutakoung, D35,
  - Melen Yemvak,
  - Ndjom Yemvak,
  - Zoum Yemvak,
  - Kombe(Nnemeyong),
  -  Nkpwang, X1,
  -  Mefo, RN 17A,
  -  Akon, commune de Sangmélima, P7,
  -  Sangmélima, D37, (km 114) ;
- Sangmélima à Olounou ;
- Olounou à Djoum ;
- Djoum à Mintom ;
- Mintom à Mbalam (frontière de la République du Congo).